# Gigantochloa parvifolia
Gigantochloa parvifolia är en gräsart som först beskrevs av Dietrich Brandis och James Sykes Gamble, och fick sitt nu gällande namn av To Quyen Nguyen. Gigantochloa parvifolia ingår i släktet Gigantochloa och familjen gräs. Inga underarter finns listade i Catalogue of Life.